# Vilaiete de Istambul
O Vilaiete de Constantinopla  ou Istambul, Vilâyet-i Istambul em turco otomano, era uma divisão administrativa de primeiro nível ( vilaiete ) do Império Otomano, abrangendo a capital imperial, Constantinopla (Istambul).
Tinha uma organização especial, colocada sob a autoridade imediata do Ministro da Polícia ( Zabtiye Naziri), que desempenhou um papel equivalente ao governador ( uale) em outros vilaietes.
Incluía o centro da cidade, conhecido em turco como Istambul e os bairros de Eyüp, Kassim Pacha, Pera e Galata, e todos os subúrbios de Silivri, no mar de Marmara, ao mar Negro, no lado europeu, e de Ghili. no Mar Negro até o fim do Golfo de İzmit, no lado asiático.
Em 1878, uma estrutura provincial, com um governador (uale) e oficiais provinciais, foi estabelecida para desempenhar as mesmas funções em Istambul que as autoridades provinciais desempenharam em outras partes do Império. 

## História
Em 1864, como resultado da reforma do período Tanzimat, Istambul foi separada da pálete Edirne, que foi transformada em um vilaiete separado (seguindo o exemplo dos estados europeus). Inicialmente, era chefiada por Zabtie-Nazir (Ministro da Polícia). Em 1876, o território do Big Sandzak foi anexado da província do arquipélago à província de Istambul.
Em 1878, após a derrota na guerra russo-turca na aldeia de Sa Stefano, na província de Istambul, foi assinado um tratado preliminar de paz. Ao mesmo tempo, a província foi salva da ocupação pelas tropas russas. No mesmo ano, as posições de zabti-nazir e vali foram divididas. Desde então, os governadores civis foram nomeados (portanto, vários pesquisadores deste ano consideram a existência real da província de Istambul).
Em 1919, após a derrota do Império Otomano na Primeira Guerra Mundial, a província tornou-se uma base para as tropas do sultão e seus apoiadores, que tentaram preservar a monarquia. Em 1920 foi ocupada por tropas gregas. No entanto, como resultado da guerra greco-turca em 1922, a província passou a fazer parte da República da Turquia, mas a própria Istambul perdeu seu status de capital. O Vilaiete de Istambul foi transformada em província de Istambul.

## Divisões Administrativas

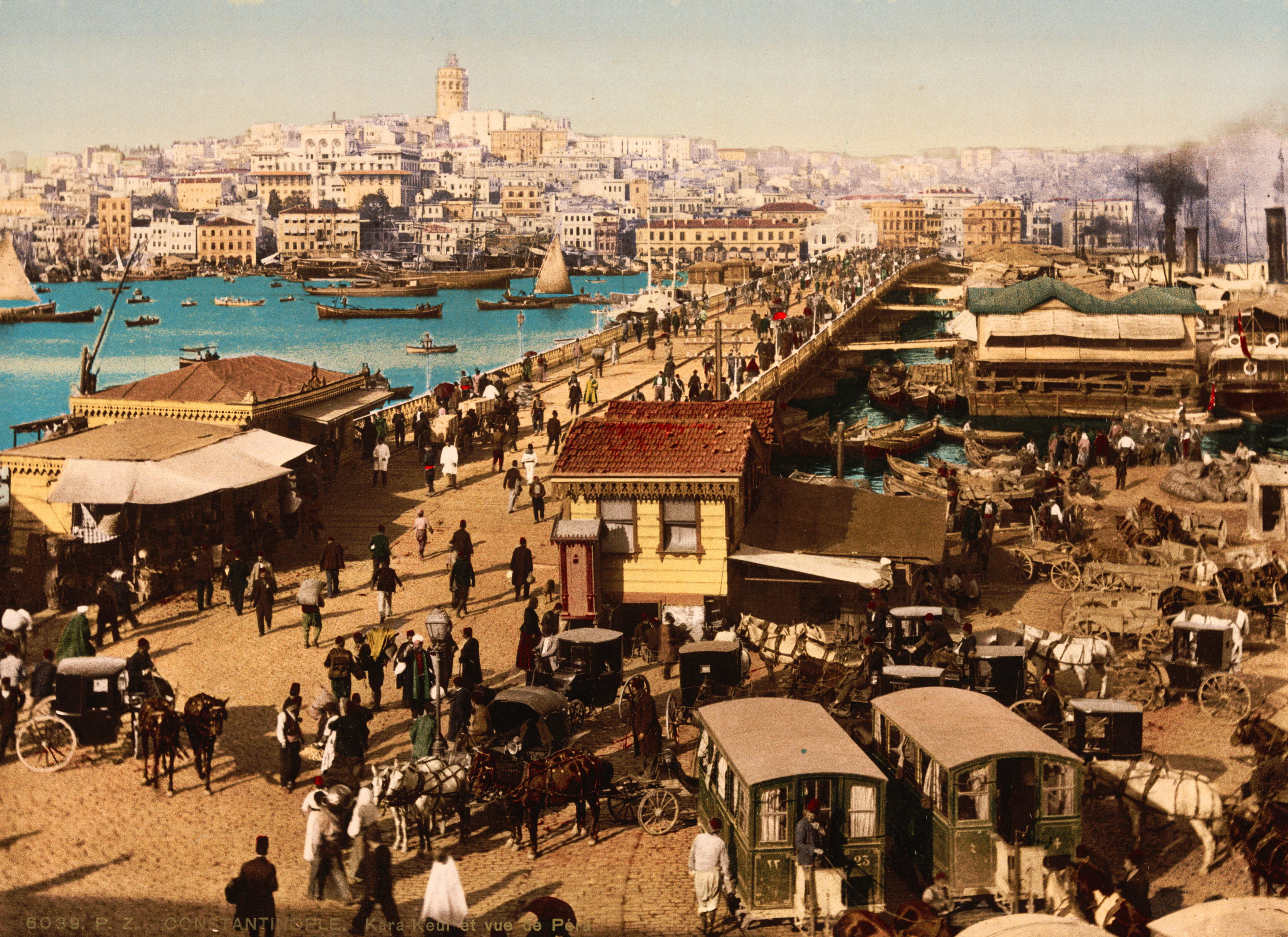
A ponte de Galata no séculos XIX

O Vilaiete era dividido em 4 sanjacos (condados) e 8 kazas (municípios): 4 na costa européia e nas ilhas, 5 na costa asiática. 
Abaixo a lista dos Sanjacos e kazas, por volta de 1877: 
- Sanjaco de Istambul: kazas de Fatih-Sultan-Mehmet, Eyüp, Kartal, Ilhas do Príncipe.
- Sanjaco de Pêra : kazas de Galata, Yeniköy.
- Sanjaco de Scutari : kaza de Beykoz.
- Sanjaco de Büyükçekmece: kaza de Çatalca.

## População
O censo de 1914 deu ao Vilaiete de Istambul uma população de 909.978 habitantes, 62% dos quais eram muçulmanos, 23% ortodoxos, 9% armênios e 6% judeus. Em termos nacionais, todos os povos do império estavam representados no Vilaiete: primeiro os turcos, em seguida, gregos, armênios, albaneses, circassianos, tártaros da Crimeia e árabes. A distribuição por kazas em 1914 era a seguinte:
| Comunidade | Istambul | Bakırköy | Ilhas dos príncipes | PeraVilayet de Constantinopla | Üsküdar | Gebze  | Kartal | Beykoz | Şile   | Total   |
| ---------- | -------- | -------- | ------------------- | ----------------------------- | ------- | ------ | ------ | ------ | ------ | ------- |
| Muçulmanos | 279.056  | 28 967   | 1.586               | 117.267                       | 70.447  | 26 220 | 8.257  | 14.466 | 14 168 | 560.434 |
| Gregos     | 64.287   | 11.221   | 8.257               | 75.971                        | 19.832  | 5.856  | 6.862  | 3,708  | 8.913  | 205.375 |
| Armênios   | 28.095   | 5.954    | 652                 | 30.642                        | 13.949  | 47     | 3.216  | 325    | x      | 82.880  |
| judeus     | 13.441   | 364      | 79                  | 31.080                        | 6.836   | x      | 13     | 292    | x      | 52.126  |
| De outros  | 2.013    | 390      | 45                  | 6.135                         | 579     | 21     | x      | 1 1    | x      | 9.163   |
| Total      | 386.892  | 46 896   | 11.087              | 261.095                       | 111.643 | 32.144 | 18.348 | 18.792 | 23.081 | 909 978 |

Habitants
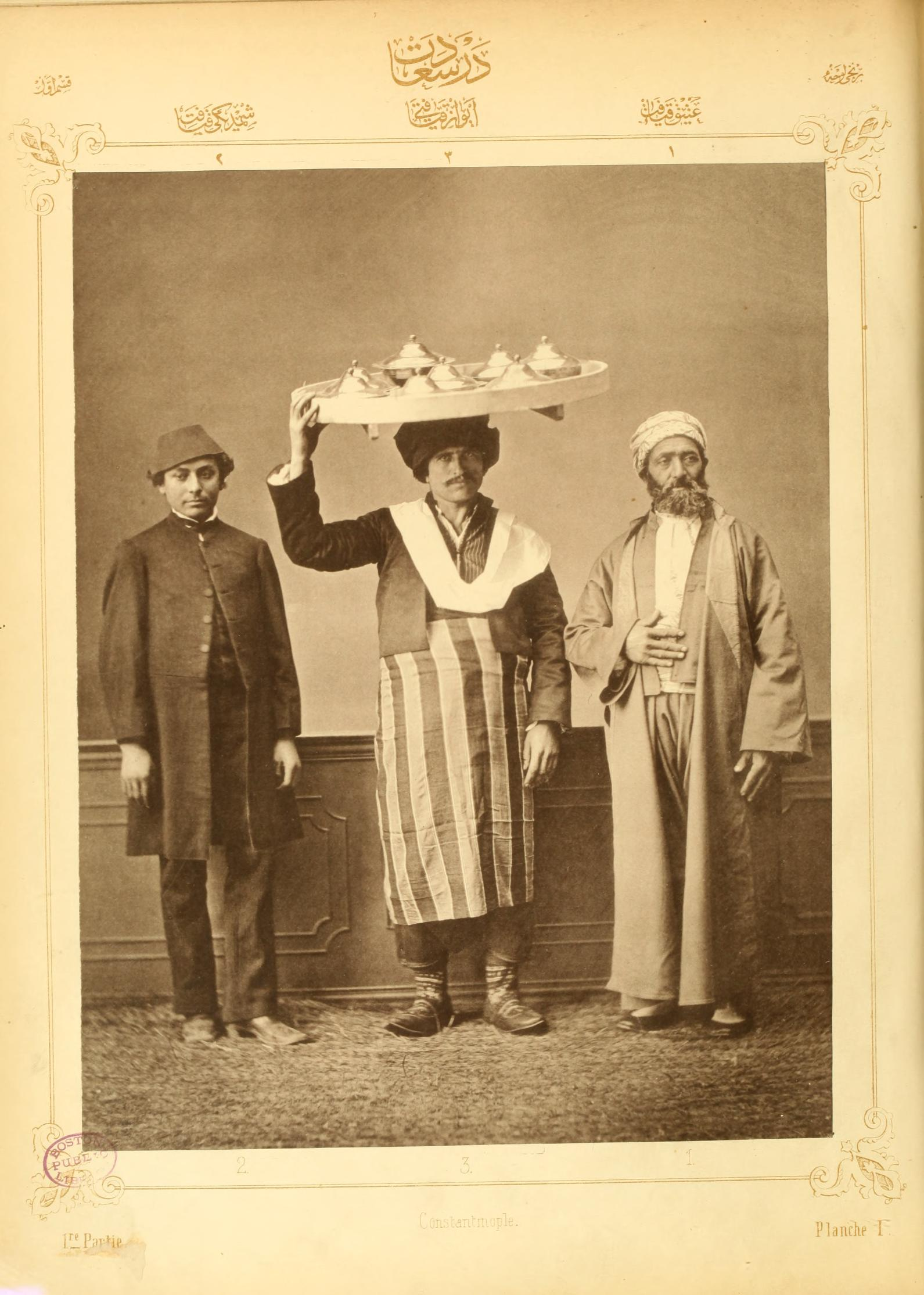
Servidores e burgueses de Constantinopla.
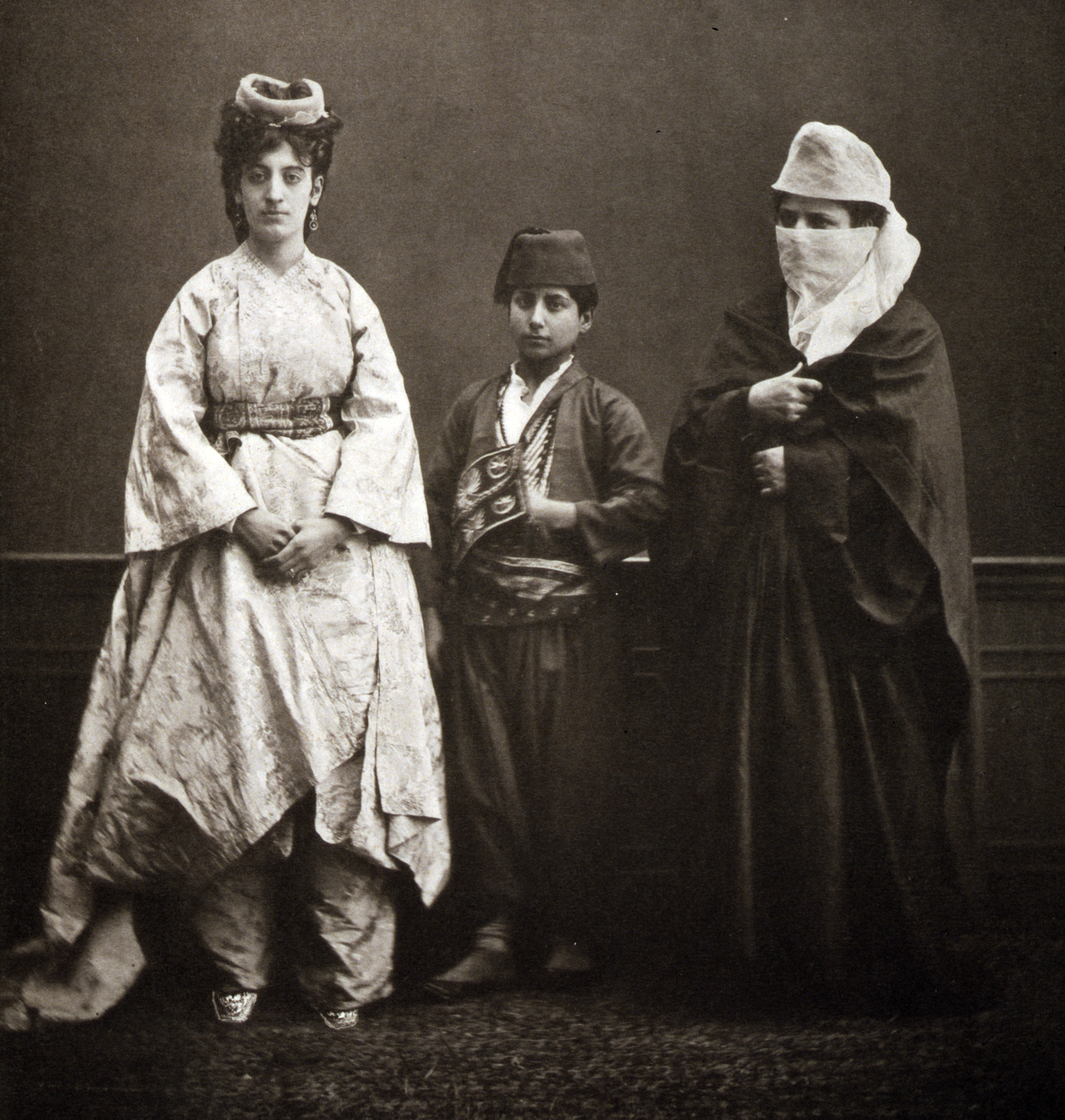
Senhora muçulmana de Constantinopla em traje indoor, menino muçulmano, senhora muçulmana em traje da cidade.
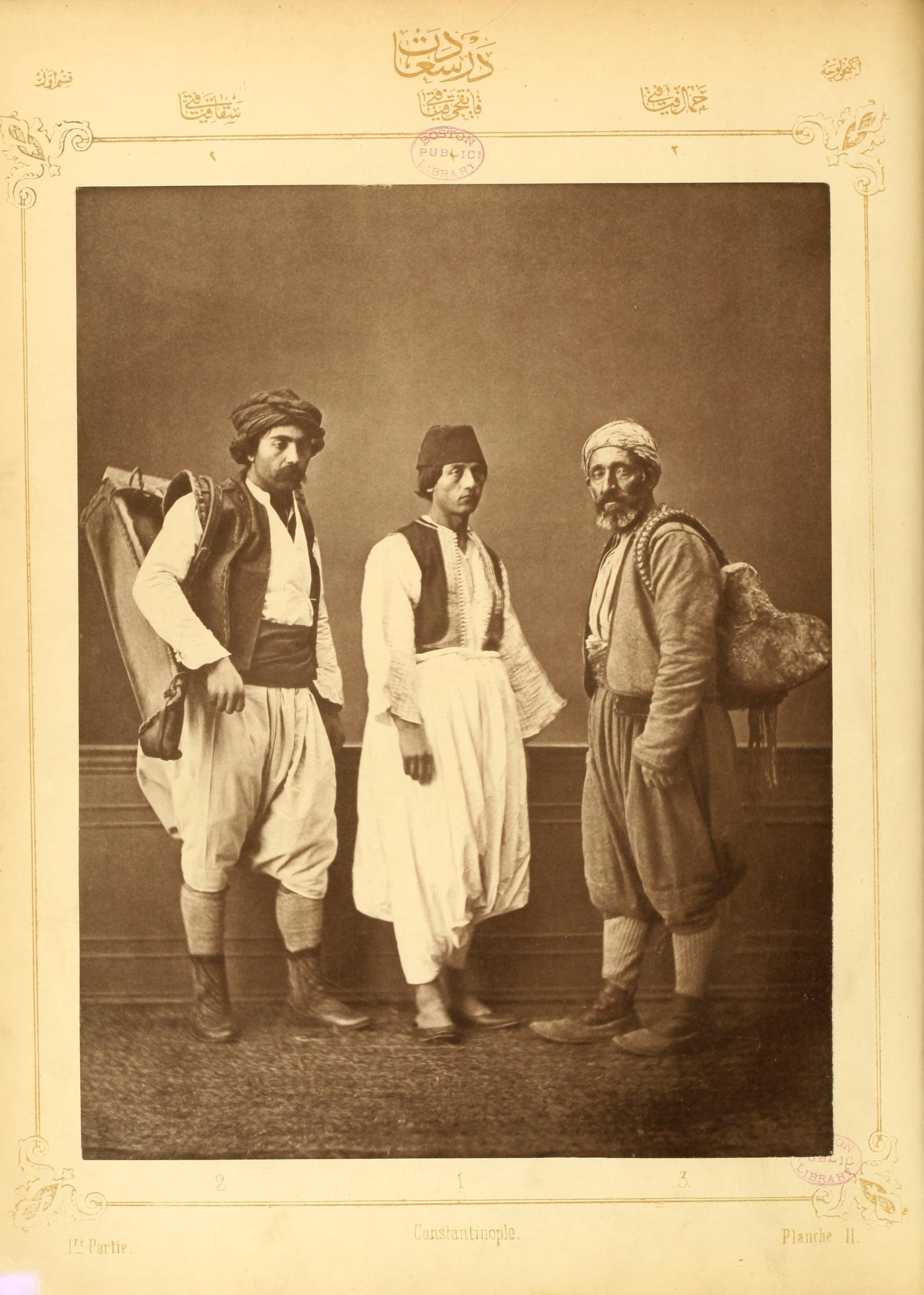
Caïkdji (barqueiro), sakka (transportador de água) e hammal (portefaix).
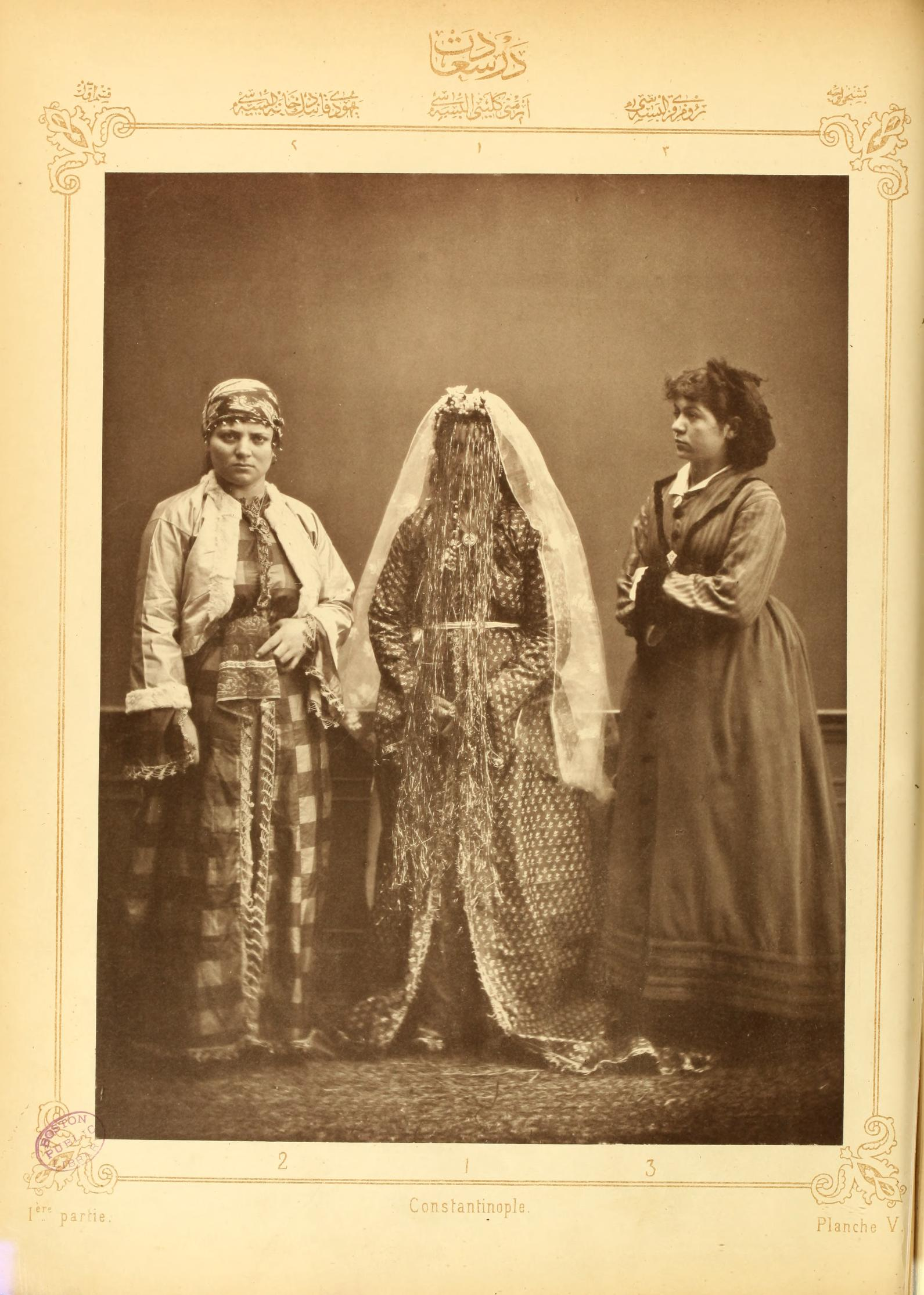
Mulher judia de Constantinopla, noiva armênia, jovem garota grega.
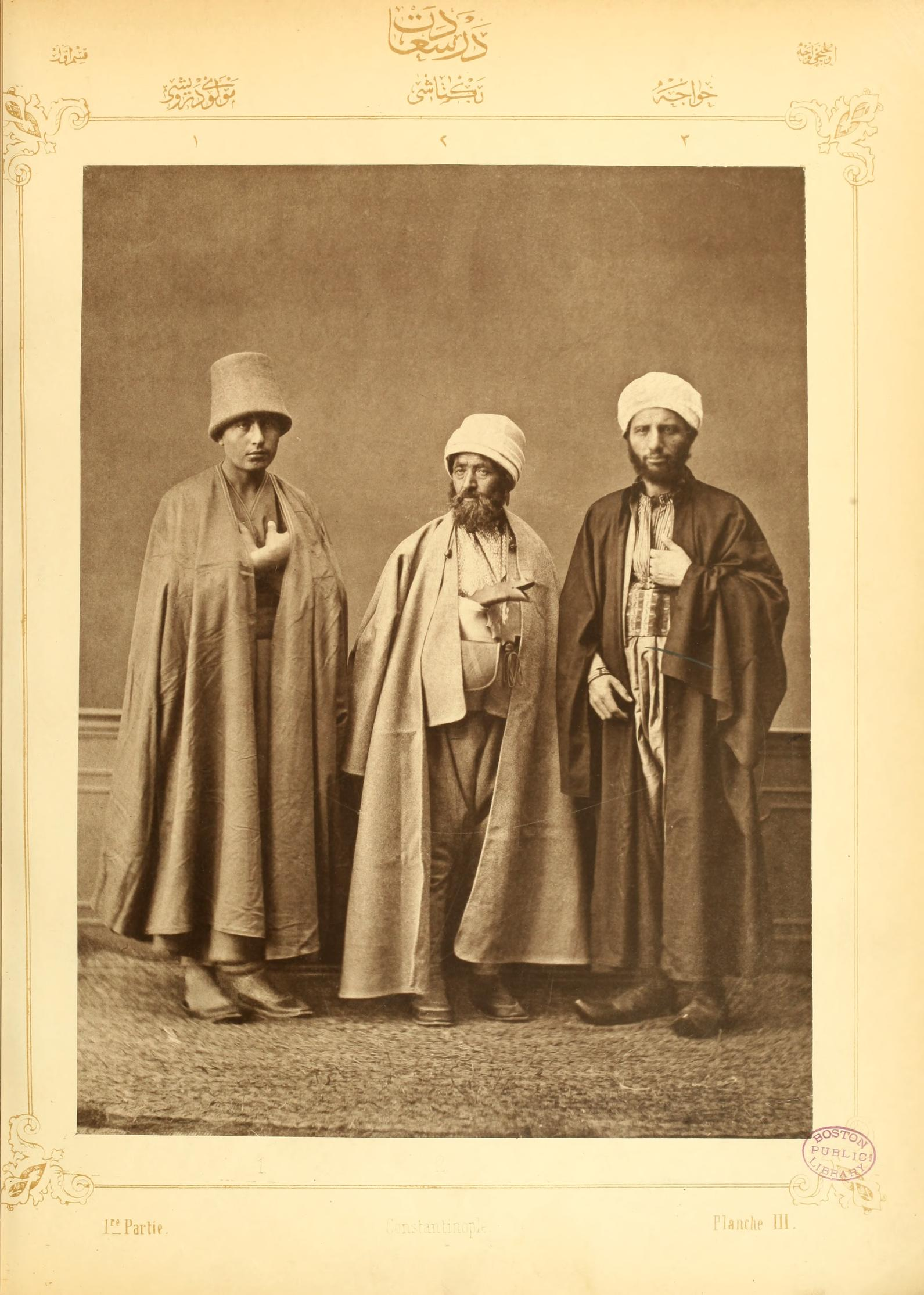
Religioso muçulmano   : derviche mevlevi, derviche bektachi, mulá.

## Link Externo
- Galata da era otomana (Patrimônio Levantino)